# Naturparken Kopački rit

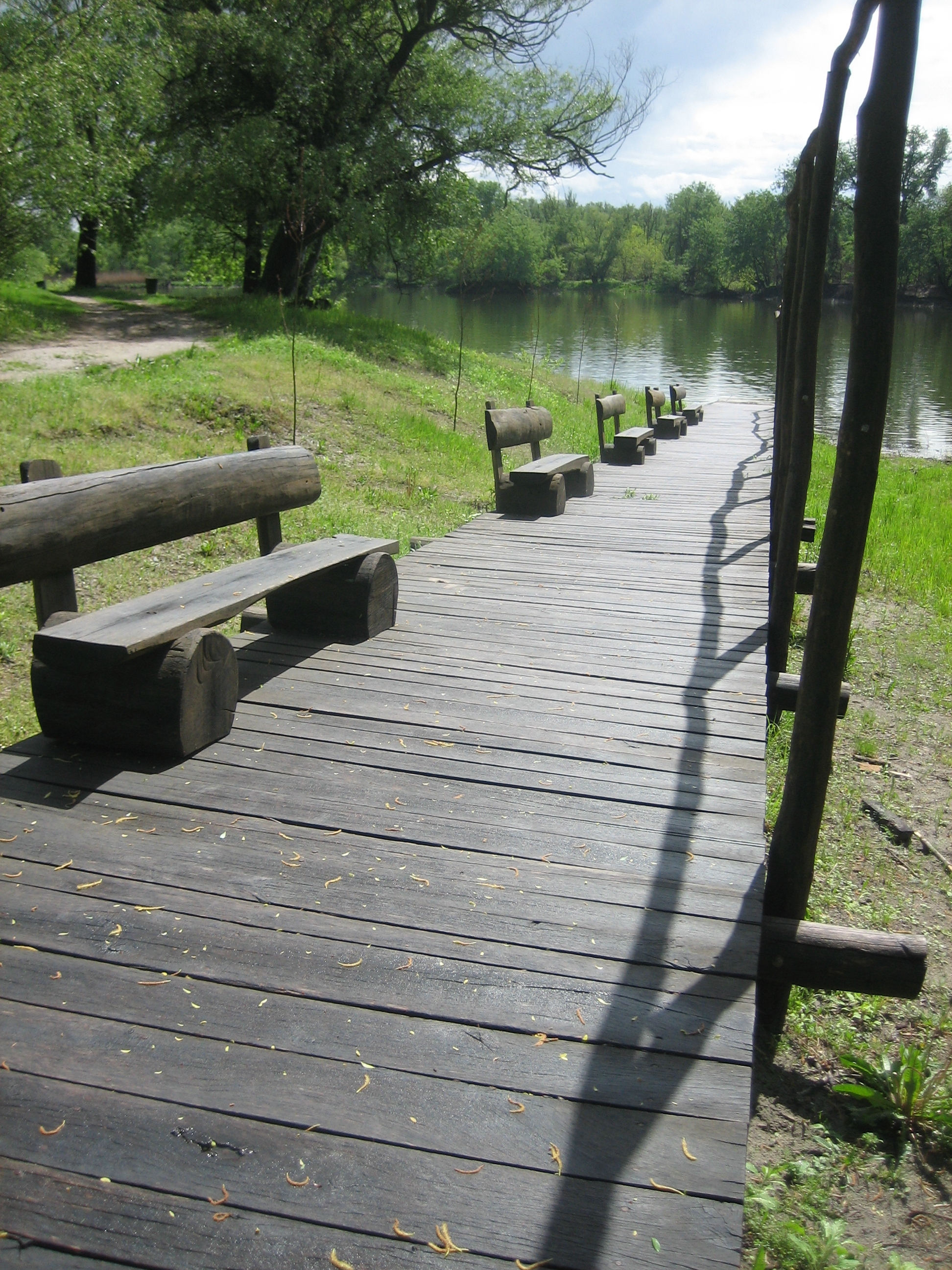
Del av naturparken 2008.

Naturparken Kopački rit (kroatiska: Park prirode Kopački rit) är en naturpark i Kroatien. Den är belägen drygt 10 kilometer nordöst om Osijek, mellan floderna Drava och Donau i regionen Baranja, i den nordöstra delen av landet. Naturparken omfattar ett område på 17 700 ha (177 km2) varav 7 143 ha (714 km2) utgör ett speciellt zoologiskt naturreservat. Kopački rit är en av Europas största och viktigaste våtmarksområden och uppvisar stor biologisk mångfald.
Naturparken finns sedan 1986 med på Birdlife Internationals IBA-lista över globalt viktiga livsmiljöer för fågelbeståndet och sedan 1993 på ramsar-listan för skydd av värdefulla våtmarker. Kopački rit är medlem i Natura 2000 och har även nominerats till Unescos världsarvslista. Naturparken ligger administrativt i Osijek-Baranjas län och 1998 tog länet initiativ till att höja dess status och skydd genom att föreslå det till nationalpark. Dess status som naturpark var 2014 ännu oförändrad.   

## Geografi

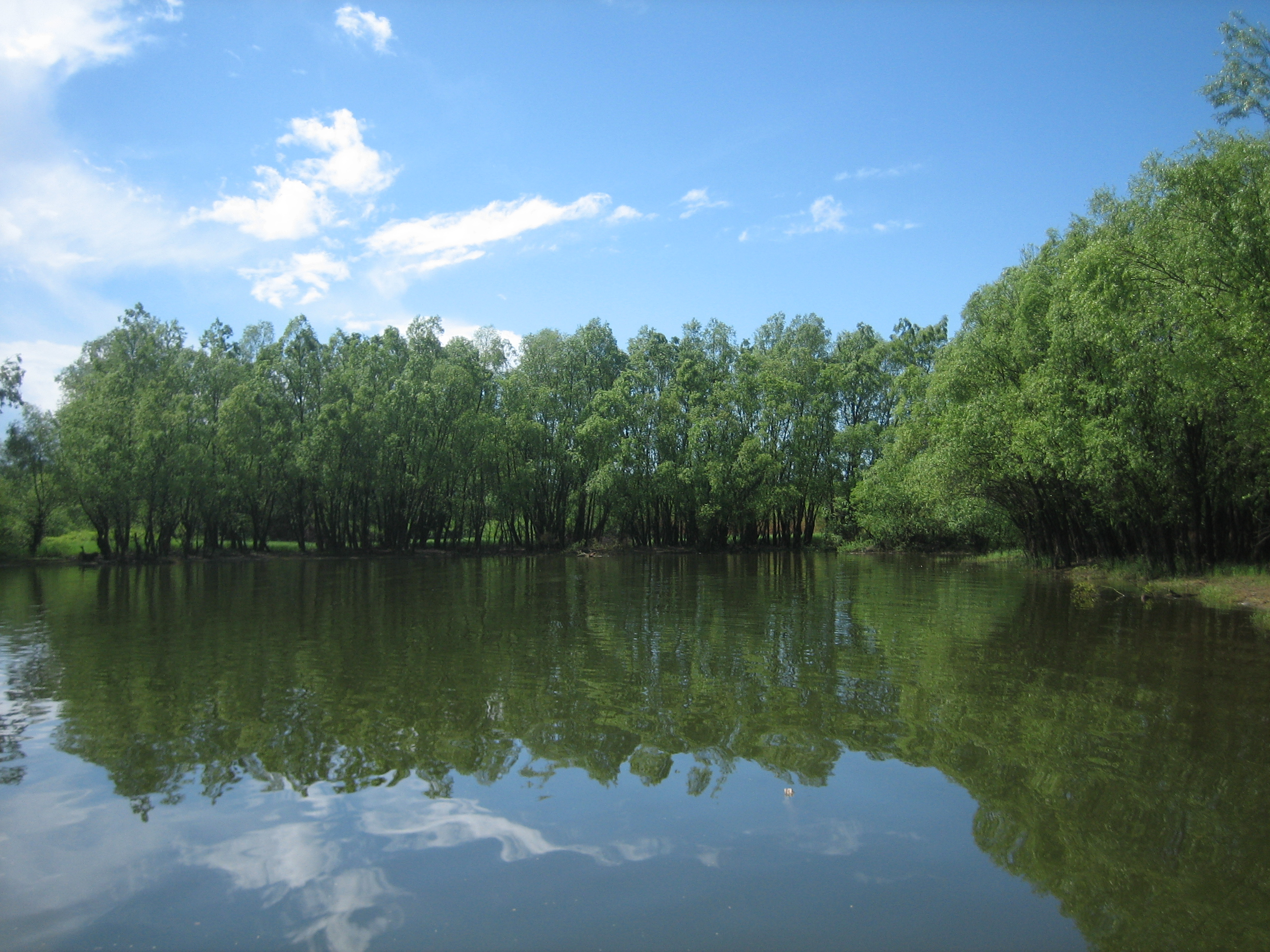
Del av naturparken 2008.

Naturparken Kopački rits geografi har formats och formas kontinuerligt av Dravas och Donaus återkommande översvämningar. Landskapet är föränderligt och ändras från årstid till årstid. De återkommande översvämningarna skapar tillfälliga sandbankar och mindre öar. Tidvis står stora områden under vatten och naturparken förvandlas då till ett kärr. Under februari till maj är vattenståndet förhöjt. Processen kulminerar under våren. Från april till maj är vattenståndet som högst vilket kan förklaras med att smältvatten från Alperna via Drava och Donau då når Kopački rit. Andra delar av året utgör naturparken en stor grässlätt med dammar och sjöar. Från augusti till januari är vattenståndet som lägst. Översvämningarna pågår i genomsnitt i 99 dagar om året och under 32 dagar om året står naturparken nästan helt under vatten. I slutet av sommaren drar vattnet sig tillbaka och den påföljande grönskande vegetationen utgör då föda för stora idisslare.         
Kopački rit ligger i flack och låg terräng som inte överstiger 82 m ö.h. I naturparken finns två bestående sjöar, Kopačko jezero och Sakadaš. Kopačko jezero är med en genomsnittlig yta på 220 ha den största av de två. Sjön ligger i mitten av naturparken och dess djup är 1,5-5 m. Sjön Sakadaš är med ett djup på 7 m den djupaste sjön och naturparkens lägsta punkt.            

## Fauna och flora

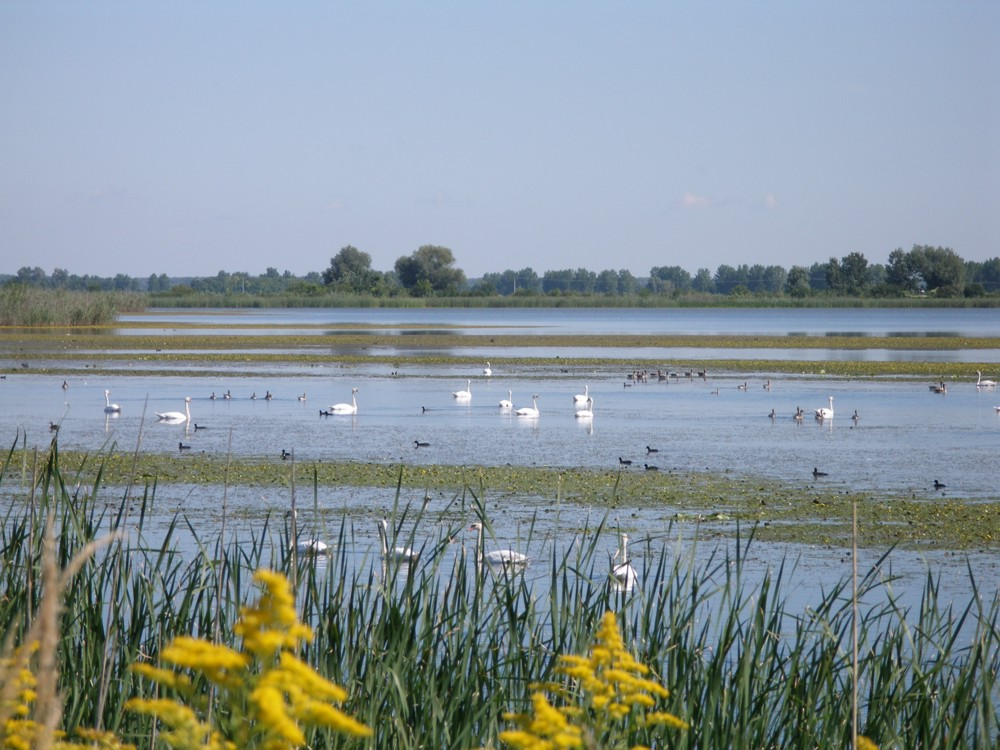
Del av naturparken 2008.

Naturparken Kopački rit har ett rikt och mångskiftande djur- och växtliv. Hitintills har 293 fågelarter registrerats i parken vilket utgör 78,1% av Kroatiens fågelfauna som består av 375 arter. Under flera av årets månader samlas hundratals fågelarter, både flyttfåglar och bofasta arter, i naturparken. Till de fågelarter som går att se i Kopački rit hör bland annat havsörnar, storkar, fasaner, änder, gäss och hägrar. 
Kopački rit är också ett habitat för 54 däggdjursarter, däribland kronhjortar, vildsvin, mårdar, bävrar och uttrar. I parkens vatten har 44 arter av sötvattensfiskar registrerats men troligtvis lever här uppemot 60 arter. Antalet groddjursarter uppgår till 11 vilket utgör 55% av de 20 groddjursarter som registrerats i Kroatien. Till de kräldjursarter som lever i parken hör en sköldpaddsart, fyra ödlearter och fem ormarter.
Kopački rits unika biotop utgör grunden för naturparkens växtliga mångfald bestående av skogar och vattenlevande växter. Till de växtarter som finns i parken hör bland annat näckrosväxter, kaveldunsväxter och bladvass.      

## Turism

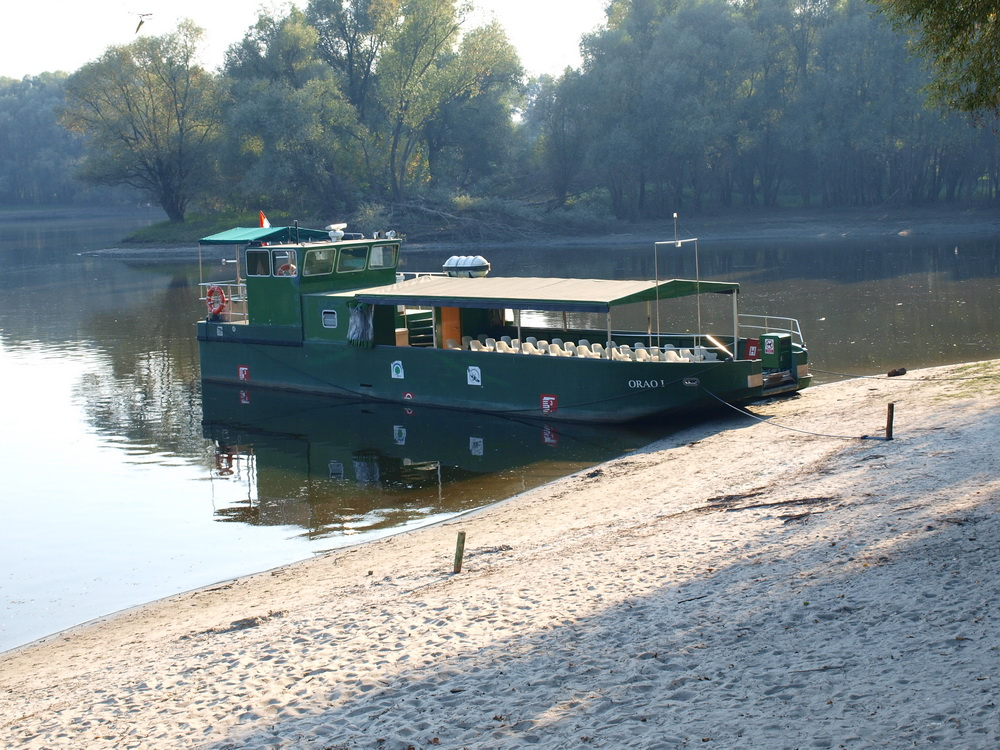
Båten "Orao 1" (Örn 1) 2009. En av naturparkens båtar som tillåter besökare att upptäcka Kopački rit från vattnet.

Kopački rit är en av Osijek-Baranjas läns mest besökta turistattraktioner. Mot inträdesavgift tillåts besökare att på egen hand upptäcka naturparken eller delta i guidade turer med båt, kanot, häst eller cykel. Parkens huvudingång ligger vid byn Kopačevo. I vissa delar av naturparken är metning, sportfiske och jakt tillåtet.
Utöver djur- och växtlivet framhävs naturparkens historiska och kulturella arv. I byn Tikveš ligger Tikveš-slottet, ett jaktresidens uppfört på 1800-talet som tidigare brukats av kungen Alexander I och Josip Broz Tito.